# Syndrome de Bloom
Pour les articles homonymes, voir Bloom.
 (octobre 2014).
Le syndrome de Bloom est une maladie génétique rare, autosomique récessive, qui se caractérise par :
- un retard de croissance staturo-pondérale pré et post-natal avec un poids de naissance moyen de 1,760 kg, bien que certains soient eutrophes ;
- un crâne plutôt étroit avec une impression que le maxillaire et la mandibulaire sont sous développés à l'inverse du nez et des oreilles ;
- une photosensibilité, avec des érythèmes des zones photo-exposées, remarquée en particulier à un ou deux ans de vie, la gravité des lésions variant selon les personnes ;
- une résistance à l'insuline et des troubles de l'alimentation, touchant la grande majorité des nouveau-nés et des jeunes enfants. Des reflux gastro-intestinaux peuvent être découverts entrainant des infections pulmonaires ou des otites moyennes aiguës voire chroniques ;
- des troubles immunitaires, avec une concentration basse d'immunoglobuline dans le plasma, mais qui ne sont pas corrélés avec la fréquence des infections ;
- une baisse de la fertilité : les hommes présentent une sévère oligospermie voire azoospermie les rendant stériles. Les femmes, souvent fertiles, présentent une ménopause précoce ;
- des troubles de l'apprentissage qui varient fortement selon les individus. Certaines personnes peuvent d'ailleurs exceller à l'école et être diplômées ;
- des complications médicales : diabète apparaissant le plus souvent à l'âge adulte, une insuffisance respiratoire obstructive pouvant être très sévère, une obstruction urinaire chez les hommes, une myélodysplasie pouvant évoluer en leucémie.

Les individus atteints de ce syndrome ont également une incidence de cancer plus élevée que la population générale, sans spectre précis d'organes, mais en rapport avec la photosensibilité concernant notamment les tumeurs cutanées. Il s'agit de la principale cause de mortalité. Ces cancers surviennent précocement et peuvent être multiples.

## Diagnostic
Le diagnostic se fait par séquençage du gène BLM ; quand une mutation délétère est retrouvée sur les deux allèles du gène, le diagnostic est confirmé. Dans certains cas, l'anomalie génétique n'est pas décelée. Des analyses cytogénétiques sont alors réalisées et peuvent confirmer la maladie en identifiant une augmentation du taux d'échange entre les chromatides sœurs en comparaison avec des cellules normales lors de l'exposition à la bromodéoxyuridine. Cette anomalie est pathognomonique d'individus porteurs du syndrome de Bloom.

## Conseil génétique
Si l'anomalie génétique est retrouvée, une recherche génétique est proposée aux parents. Le syndrome étant très rare, l'enquête génétique peut parfois trouver un ascendant commun aux parents de l'enfant. Un diagnostic pré-natal pourra également être proposé aux parents s'ils souhaitent un autre enfant.
Effectivement, les cas connus restent très rares (plus ou moins 200 ou 300 selon les sources) et la prévalence du statut de porteur sain est elle-même très faible en dehors de la population juive ashkénaze (dont elle concerne 1% environ), où un surrisque de transmettre et de développer le syndrome ou sa version saine est associé à l'héritage médical particulier en rapport avec le faible brassage génétique.

## Sources
1. ↑  « Syndrome de Bloom : une maladie rare, mais des découvertes universelles | Institut Curie » (consulté le 21 mai 2024)
2. ↑  https://www.congres-sfe.com/2016/eposters/3d6fa095-7363-11e6-9efb-d97ff2406a52.pdf

- Page spécifique sur Orphanet
- (en) Maureen M Sanz, James German, Bloom's Syndrome In GeneTests: Medical Genetics Information Resource (database online). Copyright, University of Washington, Seattle. 1993-2006
- gene reviews